# Claudio Silveira Silva
Claudio Silveira Silva (Rio Branco, Cerro Largo. 15 de enero de 1935 - Barcelona, 2007) fue un artista plástico, escritor y escultor uruguayo.

## Biografía
Hijo de padre brasileño y madre uruguaya, vivió en la región fronteriza hasta que llegó a Montevideo a estudiar en la Escuela Nacional de Bellas Artes pintura junto al maestro Vicente Martín y grabado con el maestro Adolfo Pastor. Con Johnny Frieddländer se afianzó en la técnica de la estampa, en París, cuando obtuvo una beca para la Escuela Superior de Bellas Artes de París. Desde 1974 se radicó en Barcelona sin perder el contacto con su tierra donde expuso en varias ocasiones: en la Galería Latina, en el Museo de Arte Contemporáneo y en el Cabildo de Montevideo. 
Se había convertido en un escultor en madera y sus obras aludían a cuentos y leyendas. Utilizó diferentes soportes de maderas: duras, como el peral o el lapacho, o más dúctiles como el naranjo o el cedro, o viejos objetos de madera como el respaldo de una cama, una ventana, una rueca de hilar. 
Dictó clases de dibujo y dirigió un Taller de artes plásticas en la ciudad de Durazno en Uruguay.

## Obra plástica
- En la iglesia Nuestra Sra. del Luján y Santa Isabel de Cardona, Soriano, se encuentra su escultura San Ramón Nonato hecha en madera con incrustaciones metálicas.
- En la iglesia San Pedro de Durazno se encuentra un Cristo de madera tallada.

## Obra literaria
- El gato: Cuento en grabado madera (junto a Mario Arregui. 1967)
- Yunta brava (junto a Julio C. da Rosa. Ediciones de la Banda Oriental. 1990)
- D'Uruguai a Mataró (en colaboración con el Museo de Mataró. Patronat Municipal de Cultura. 1999)
- Nuestro campo: en dos visiones (junto a Raúl Iturria. Ediciones Tierradentro. 2007)
- Sonetos Duraznenses (textos de Pedro Montero Lopez. Edición de Talleres Gráficos ERF. 1964